# Radaljica
Radaljica (cyr. Радаљица) – wieś w Serbii, w okręgu raskim, w mieście Novi Pazar. W 2011 roku liczyła 99 mieszkańców.